# Alopecosa accentuata
Alopecosa accentuata là một loài nhện trong họ Lycosidae.
Loài này thuộc chi Alopecosa. De gevlekte panterspin được Latreille miêu tả năm 1817.